# Chris Woo
Christopher „Chris“ W.T. Woo (* 25. Dezember 1957 in Honolulu) ist ein ehemaliger Schwimmer aus den Vereinigten Staaten.

## Karriere
John Woo von der Punahou School stellte 1976 in 55,99 Sekunden einen High-School-Rekord über 100 Yards Brust auf, der erst 1992 von Nelson Diebel unterboten wurde.
Bei den olympischen Schwimmwettbewerben 1976 in Montreal trat Woo zunächst über 100 Meter Brust an. Als zweitbester Schwimmer aus den Vereinigten Staaten hinter Olympiasieger John Hencken belegte Woo den achten Platz. In der 4-mal-100-Meter-Lagenstaffel stellten im Vorlauf Peter Rocca, Chris Woo, Joe Bottom und Jack Babashoff in 3:47,28 min einen neuen Weltrekord auf. Im Finale traten John Naber, John Hencken, Matt Vogel und James Montgomery für die Vereinigten Staaten an und verbesserten den Weltrekord auf 3:42,22 min. Auch die zweitplatzierten Kanadier blieben unter dem Weltrekord, die drittplatzierte Staffel aus der Bundesrepublik Deutschland kam bis auf eine Hundertstelsekunde an den Weltrekord aus dem Vorlauf heran. Bis 1984 erhielten Staffelschwimmer, die nur im Vorlauf angetreten waren, keine Medaillen.
John Woo graduierte an der University of California, Los Angeles. Danach studierte er Zahnmedizin an der Indiana University und praktizierte später in Honolulu. 